# Isocladus howensis
Isocladus howensis är en kräftdjursart som beskrevs av Baker1926. Isocladus howensis ingår i släktet Isocladus och familjen klotkräftor. Inga underarter finns listade i Catalogue of Life.